# Научные эксперименты «Аполлона-17»
Научные эксперименты «Аполло́на-17» (англ. Apollo 17) проводились во время полёта одноимённого пилотируемого космического корабля (7—19 декабря 1972 года), в ходе которого была осуществлена шестая и последняя в рамках «программы Аполлон» высадка людей на Луну. Экипаж корабля состоял из Юджина Сернана (командир), Роналда Эванса (пилот командного модуля) и профессионального учёного-геолога Харрисона Шмитта (пилот лунного модуля). Эксперименты ставились как на поверхности Луны, так и в космосе, на окололунной орбите и во время полёта от Земли к Луне и обратно. Приборы, оставленные в районе посадки, продолжали передавать информацию и после полёта в течение почти пяти лет, до сентября 1977 года, когда они были отключены по команде с Земли.
За почти 75 часов пребывания на Луне Сернан и Шмитт совершили три выхода на её поверхность общей продолжительностью чуть более 22 часов. Они собрали 110,5 кг образцов лунной породы и установили ряд научных приборов. Комплект ALSEP (англ. Apollo Lunar Surface Experiments Package) «Аполлона-17» состоял из приборов для пяти экспериментов. Четыре из них были размещены на поверхности Луны впервые: стационарный лунный гравиметр, эксперимент по определению выбросов частиц лунного грунта и метеоритов, масс-спектрометр для исследования состава лунной атмосферы и эксперимент по сейсмическому профилированию. Ещё один эксперимент — по изучению тепловых потоков в лунном грунте — ранее входил в комплекты ALSEP «Аполлона-15» и «Аполлона-16» (в последнем случае при установке был случайно оборван электрокабель, и прибор не работал). На поверхности Луны были размещены и другие приборы, не входившие в комплект ALSEP. Три из них не использовались никогда ранее: эксперимент по определению электрических свойств поверхности, прибор для измерения потока нейтронов и портативный мобильный гравиметр (перевозимый на «Ровере»). Ещё один, детектор космических лучей, ранее возили на Луну астронавты «Аполлона-16».
В модуле научных приборов служебного модуля «Аполлона-17» были размещены: зонд по профилированию лунной поверхности, сканирующий инфракрасный радиометр и ультрафиолетовый спектрометр. Кроме того, как и в двух предыдущих миссиях, в модуле научных приборов находились панорамная камера, картографирующая камера и лазерный альтиметр. По завершении пребывания на Луне астронавты ещё два дня оставались на орбите вокруг Луны, собирая научную информацию и фотографируя поверхность. В ходе полёта был проведён также ряд экспериментов по изучению влияния космических лучей на биологические объекты.

## Краткие сведения о полёте «Аполлона-17»

### Экипаж
- Юджин Сернан — командир, 3-й полёт.
- Роналд Эванс — пилот командного модуля, 1-й полёт.
- Харрисон Шмитт — пилот лунного модуля, 1-й полёт.

Сернан — опытный астронавт, прошедший программу «Джемини» и уже летавший к Луне на «Аполлоне-10», где он был пилотом лунного модуля и участвовал в манёврах и стыковке на лунной орбите. Эванс — новичок. В качестве пилота лунного модуля вначале был выбран Джо Энгл, но когда стало очевидно, что «Аполлон-17» будет последним в рамках программы «Аполлон» полётом на Луну, научное сообщество вынудило НАСА включить в состав экипажа астронавта-учёного. Выбор пал на Шмитта, опытного профессионального геолога, который был выведен из состава экипажа «Аполлона-18» и заменил Энгла на борту «Аполлона-17».

### Основные этапы полёта

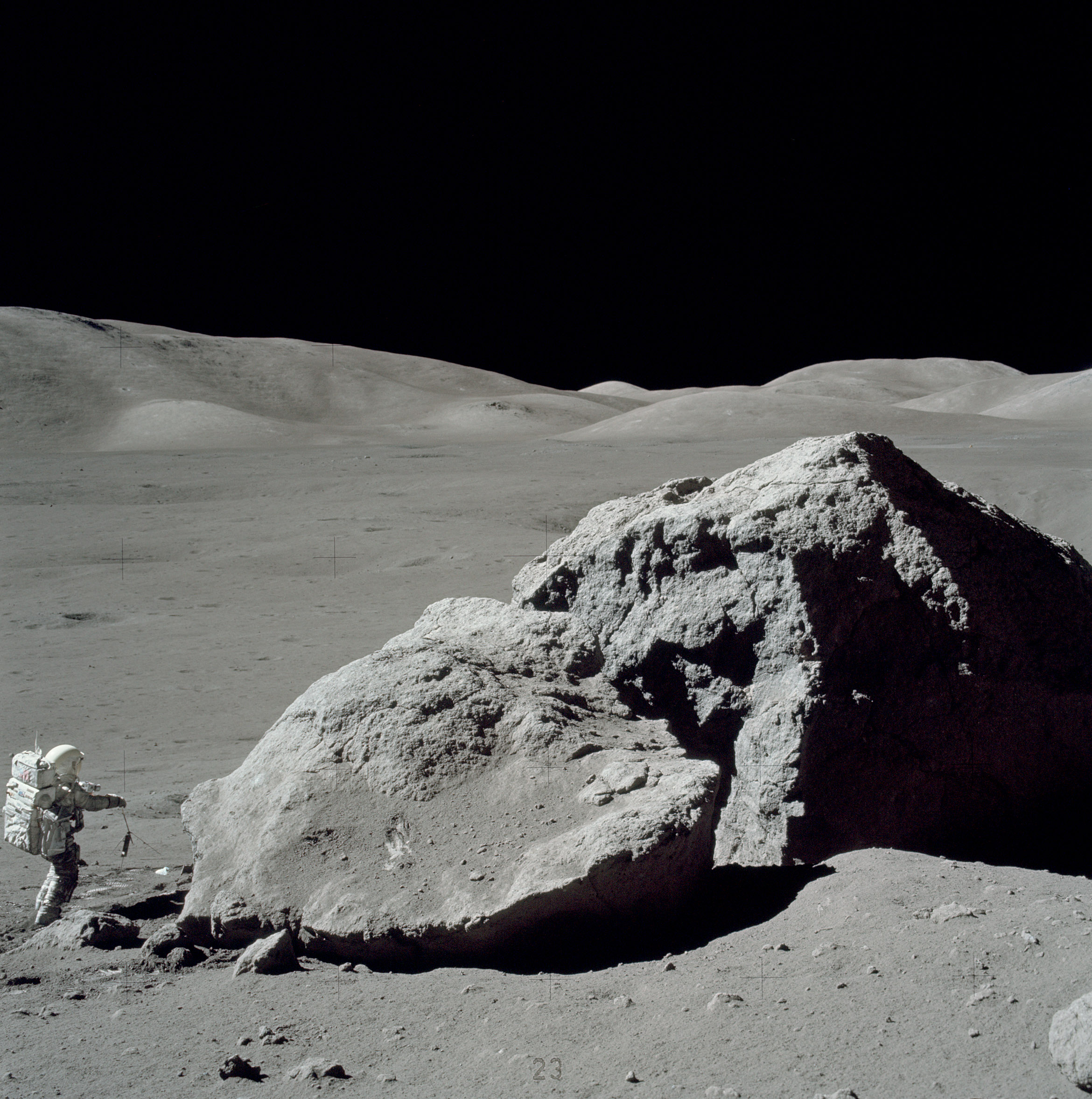
Харрисон Шмитт во время третьего выхода на Луну.

Из-за сбоя в работе устройств запуска, «Сатурн-5» взлетел на 2 часа 40 минут позже запланированного срока. Космический корабль вышел на околоземную орбиту в 05:44:53, а второй старт к Луне состоялся в 08:45:37. Командно-служебный модуль, имевший позывные «Америка», отстыковался от 3-й ступени ракеты-носителя в 09:15:29, а стыковка с лунным модулем (позывные «Челленджер») состоялась в 09:29:45. После выхода на траекторию полёта к Луне третья ступень была сброшена в 10:18. (Позднее, 10 декабря в 20:32:42,3, она врезалась в лунную поверхность на скорости в 2,55 км/с) В ходе полёта 8 декабря в 17:03:00 потребовалась коррекция с помощью включения на 1,6 секунды маршевого двигателя командно-служебного модуля. 10 декабря в 15:05:40 был сброшен предохранительный экран модуля научных приборов (англ. SIM — Scientific Instrument Module), и в 19:47:23 была дана команда на запуск маршевой двигательной установки, 398-секундная работа которой вывела «Аполлон-17» на окололунную орбиту. Приблизительно 4 часа и 20 минут спустя ещё один манёвр снизил периселений орбиты корабля до 28 километров.
11 декабря в 14:35 Сернан и Шмитт заняли места в лунном модуле. «Челленджер» отстыковался от командного модуля 11 декабря 1972 года в 17:20:56 и к 18:55:42 снизил свою орбиту в периселении до 11,5 км. Включение двигателей произошло в 19:43 и в 19:54:57 лунный модуль сел на юго-восточной окраине Моря Ясности, в долине Таурус-Литтров, в точке с координатами 20.2 с. ш., 30.8 в. д.
В то время, как Эванс работал на орбите вокруг Луны, Шмитт и Сернан за время трёх выходов на поверхность, продолжавшихся 7,2, 7,6 и 7,3 часа, собрали рекордные 110,5 кг лунной породы. Экипаж проехал на лунном автомобиле 35,7 км по Долине Таурус-Литтров, открыл в кратере Шорти так называемый оранжевый грунт, представлявший собой оранжевые шарики из стеклоподобного материала, и оставил на лунной поверхности комплекс научного оборудования.

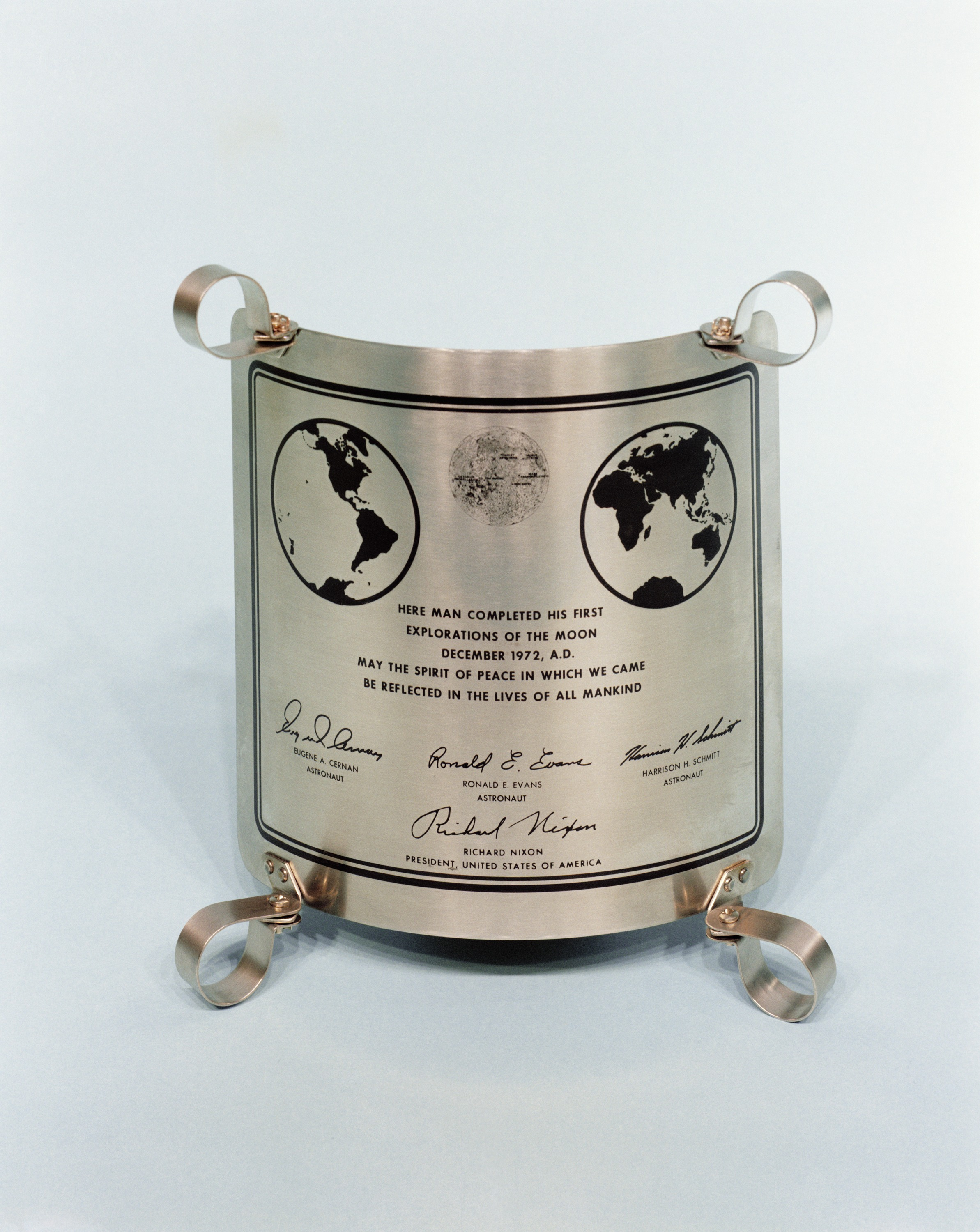
Пластина, оставленная на Луне экипажем корабля

Пластина, оставленная на лестнице посадочной ступени «Челленджера», гласит: «Здесь Человек завершил своё первое исследование Луны, декабрь 1972 нашей эры. Пусть дух мира, с которым мы прибыли, отразится в жизнях всего человечества». На пластине изображены два земных полушария и видимая сторона Луны, а также подписи Сернана, Эванса, Шмитта и президента Никсона. Официально Юджин Сернан, на сегодняшний день — последний человек, побывавший на Луне:

Покуда я совершаю последний шаг человека с поверхности Луны, возвращаясь домой на какое-то время — но мы верим, ненадолго — я бы хотел лишь сказать то, что, я уверен, останется в истории — что сегодняшний вызов Америки выковал завтрашнюю судьбу Человечества. И, покидая Луну в районе Тавр-Литтров, мы уходим так же, как пришли, и так же, как, даст Бог, вернёмся — с миром и надеждой для всего Человечества. С Богом, экипаж Аполлона-17.
Оригинальный текст (англ.)As I take man's last step from the surface, back home for some time to come — but we believe not too long into the future — I'd like to just [say] what I believe history will record — that America's challenge of today has forged man's destiny of tomorrow. And, as we leave the Moon at Taurus-Littrow, we leave as we came and, God willing, as we shall return, with peace and hope for all mankind. Godspeed the crew of Apollo 17.

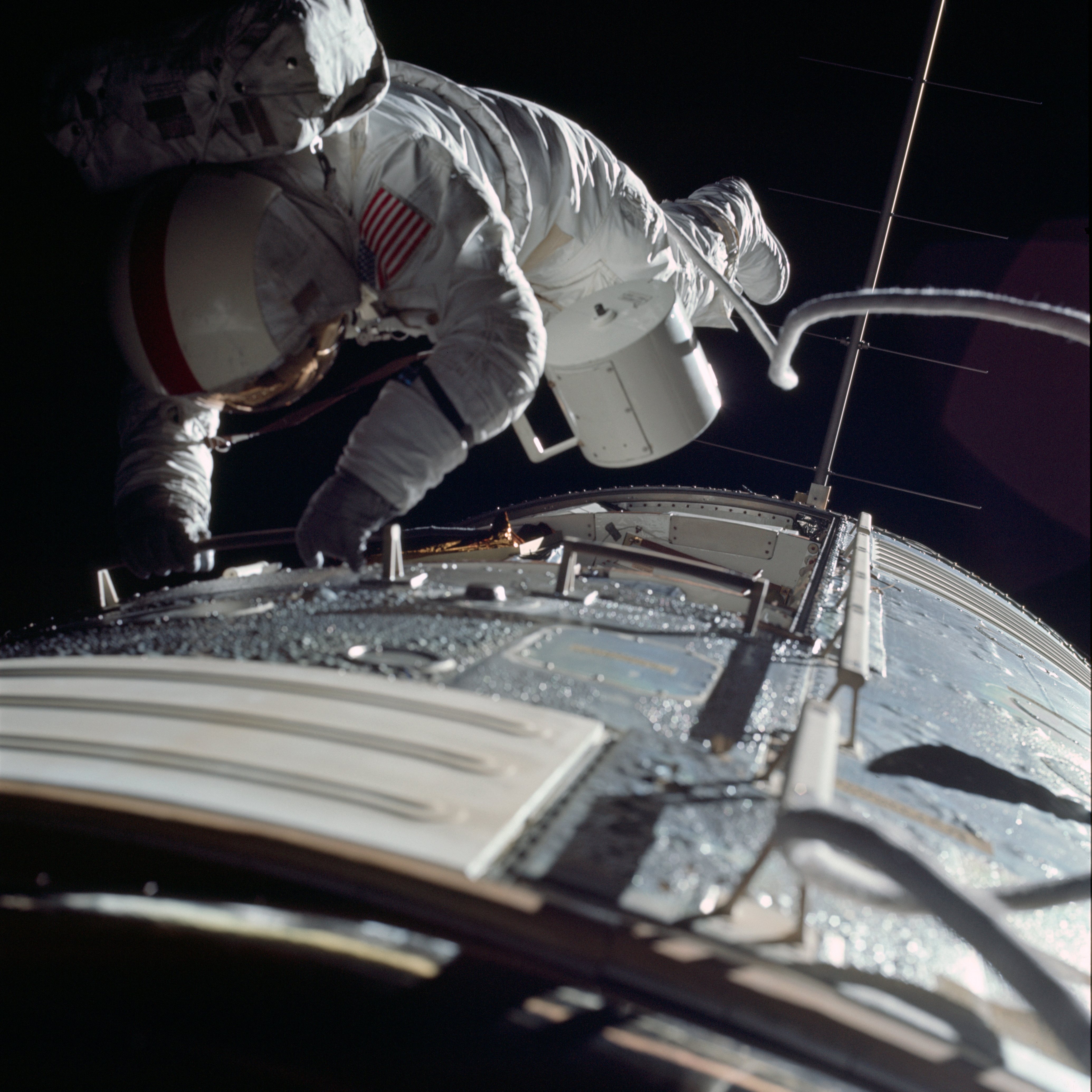
Пилот командного модуля Рон Эванс демонтирует контейнер с плёнкой из приборного отсека служебного модуля

Лунный модуль взлетел с поверхности Луны 14 декабря в 22:54:37 после 75 часов работы. После стыковки с командно-служебным модулем 15 декабря в 01:10:15 образцы пород и научные приборы были перемещены в командный модуль. Затем в 04:51:31 была произведена расстыковка. Лунный модуль врезался в Луну в 06:50:20.8 в точке с координатами 19.96 с. ш., 30.50 з. д., приблизительно в 15 км от места посадки «Аполлона-17». Скорость столкновения составила приблизительно 1,67 км/с, при этом угол столкновения составил около 94,9°. После ещё почти двух дней на лунной орбите, 16 декабря в 23:35:09 был произведён запуск корабля к Земле. 17 декабря Эванс совершил выход в открытый космос в межпланетном пространстве, в ходе которого извлёк из отсека научных приборов служебного модуля кассеты с отснятой плёнкой. Эта ВКД продолжалась почти 66 минут.

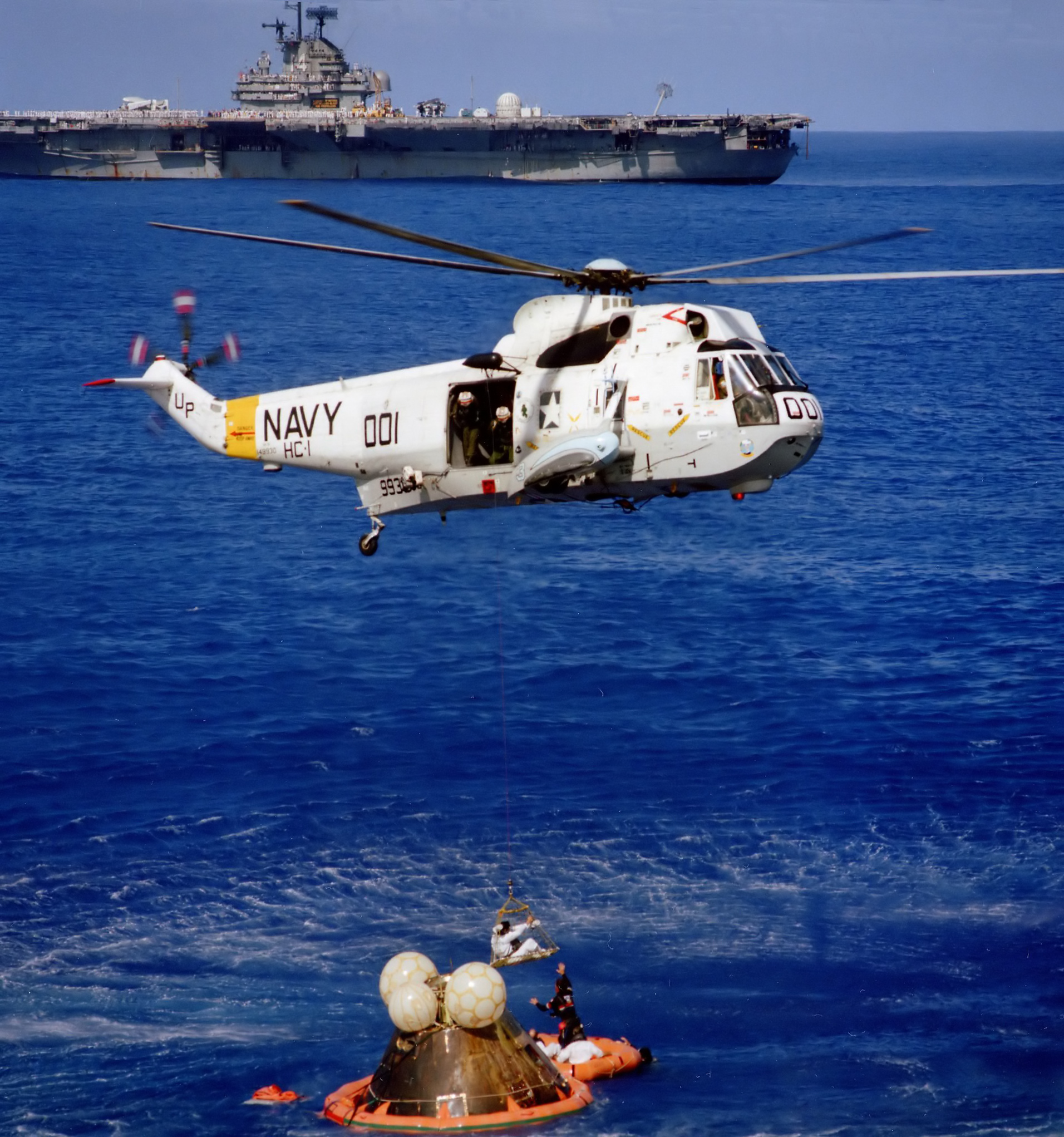
Астронавтов поднимают на борт спасательного вертолёта

Разделение командного и служебного модулей состоялось 19 декабря в 18:56:49. «Аполлон-17» приводнился в акватории Тихого океана 19 декабря в 19:24:59 в точке с координатами 17°53′ с. ш. 166°07′ з. д., в 350 морских милях северо-восточнее островов Самоа и в 6,5 км от поисково-спасательного корабля ВМС США Тикондерога.

## Ход работ и научные эксперименты
Место посадки
В качестве места посадки была выбрана долина Таурус—Литтров на юго-восточной окраине Моря Ясности, представлявшая собой тёмный нанос и обрамлённая тремя высокими горами. Предварительные фотографии обнаружили скопления каменных глыб, расположенных вдоль подножия гор, которые могли послужить источником образцов пород. Кроме того, в этом районе имелись: оползень, ударные кратеры и несколько тёмных кратеров, происхождение которых могло быть вулканическим.

### Эксперименты на лунной поверхности

#### Построение сейсмического профиля

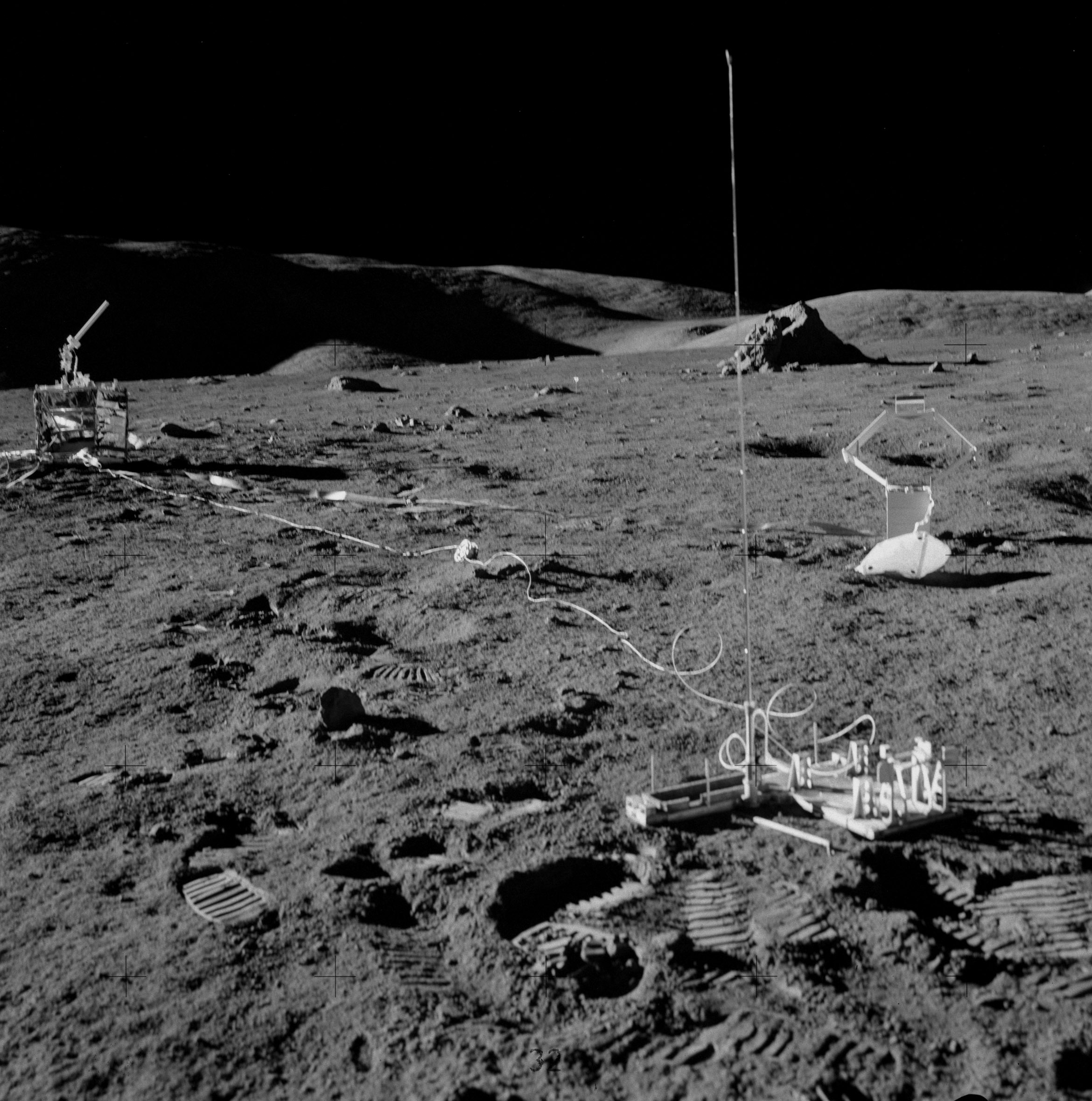
Антенна для выдачи радиокоманд на подрыв зарядов

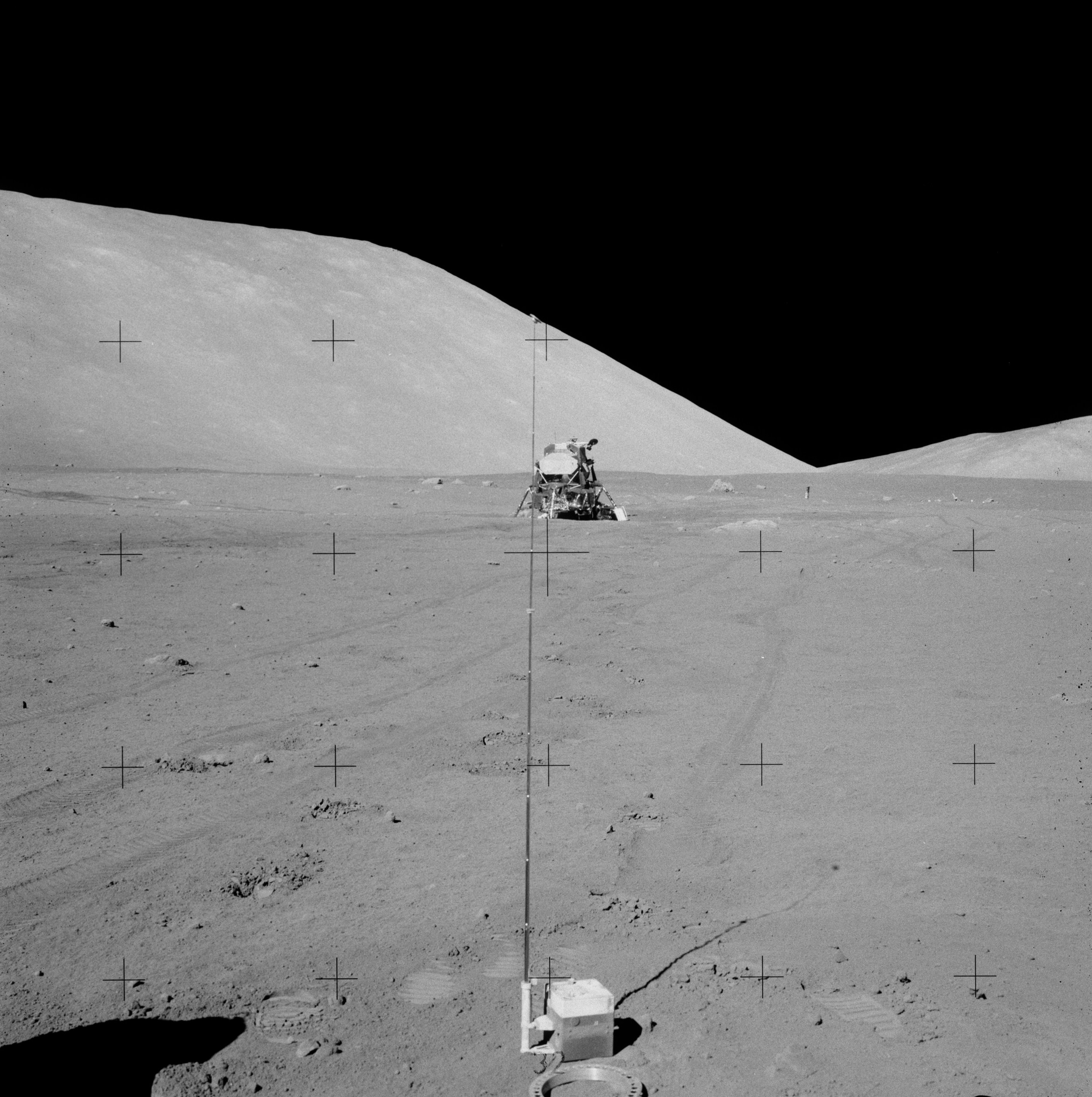
Один из зарядов

Назначение построения сейсмического профиля состояло в сборе данных о физических свойствах материалов, расположенных близко к поверхности Луны. Также проводилось измерение лунных сейсмических сигналов, производимых подрывами зарядов взрывчатки на поверхности, наблюдение собственной сейсмической активности в ходе лунотрясений или ударов метеоритов, запись сейсмических сигналов в ходе взлёта с лунной поверхности взлётной ступени лунного модуля. В ходе эксперимента была получена подробная информация о геологических особенностях Луны на глубинах до трёх километров. Оборудование состояло из четырёх сейсмографов, разметочных вех, сейсмометрического модуля с вехой, электронного блока на центральной станции, питающейся от небольшого радиоизотопного генератора, передатчика, антенны и восьми зарядов взрывчатки.
Основными компонентами, составляющими заряд взрывчатки, являлись приёмная антенна, приёмник, детонационная цепь, сигнальный процессор и генератор подрывного импульса.
Экипаж разместил сейсмографы и сейсмометрический модуль, отметил их вехами и сфотографировал их. Антенны и электронные блоки были также развёрнуты и подключены к центральной станции ALSEP. Заряды были размещены на заданных позициях в течение маршрутных съёмок лунной поверхности.

#### Исследование грунта
Целью исследования грунта являлось получение данных о физических характеристиках и механических свойствах лунного грунта на поверхности и на некоторой глубине и их различий на разных глубинах. Экспериментальные данные базировались на исследовании грунта в районе посадки для получения выводов о происхождении Луны и сопутствовавших процессов.
Необходимая информация была получена из измерений и определений:
- диффузии газов сквозь лунную поверхность;
- диэлектрических свойств для использования в качестве отражателя СВЧ-излучения и исследования электрических свойств;
- размеров частиц лунного грунта и их распределения в полученных образцах, чтобы облегчить оценку профилей плотности и пористости в верхних слоях на глубине в несколько десятков сантиметров;
- плотности и теплопроводности грунта для анализа результатов нагрева ИК-излучением и тепловым потоком;
- сыпучести откосов;
- местной прочности и сжимаемости грунта;
- модуля скорости распространения сейсмических колебаний в материале поверхности, чтобы помочь в представлении результатов сейсмических исследований;
- уплотнённости местных и региональных разбросов, исследование таких образований как лучи, моря и откосы и различия между месторождениями различных химических и минералогических соединений;
- условий для изучения грунта на Земле (плотность образца, пористость и формообразующее давление);
- эрозии и выдува пыли во время взлёта и посадки лунного модуля для определения пределов содержания загрязняющих веществ в выдутых реактивной струёй частицах.

Информация была получена визуально и в виде фотографий. Были использованы камеры для наблюдений и записи на плёнку, а также результаты, полученные в ходе других экспериментов.

#### Эксперимент по определению теплового потока

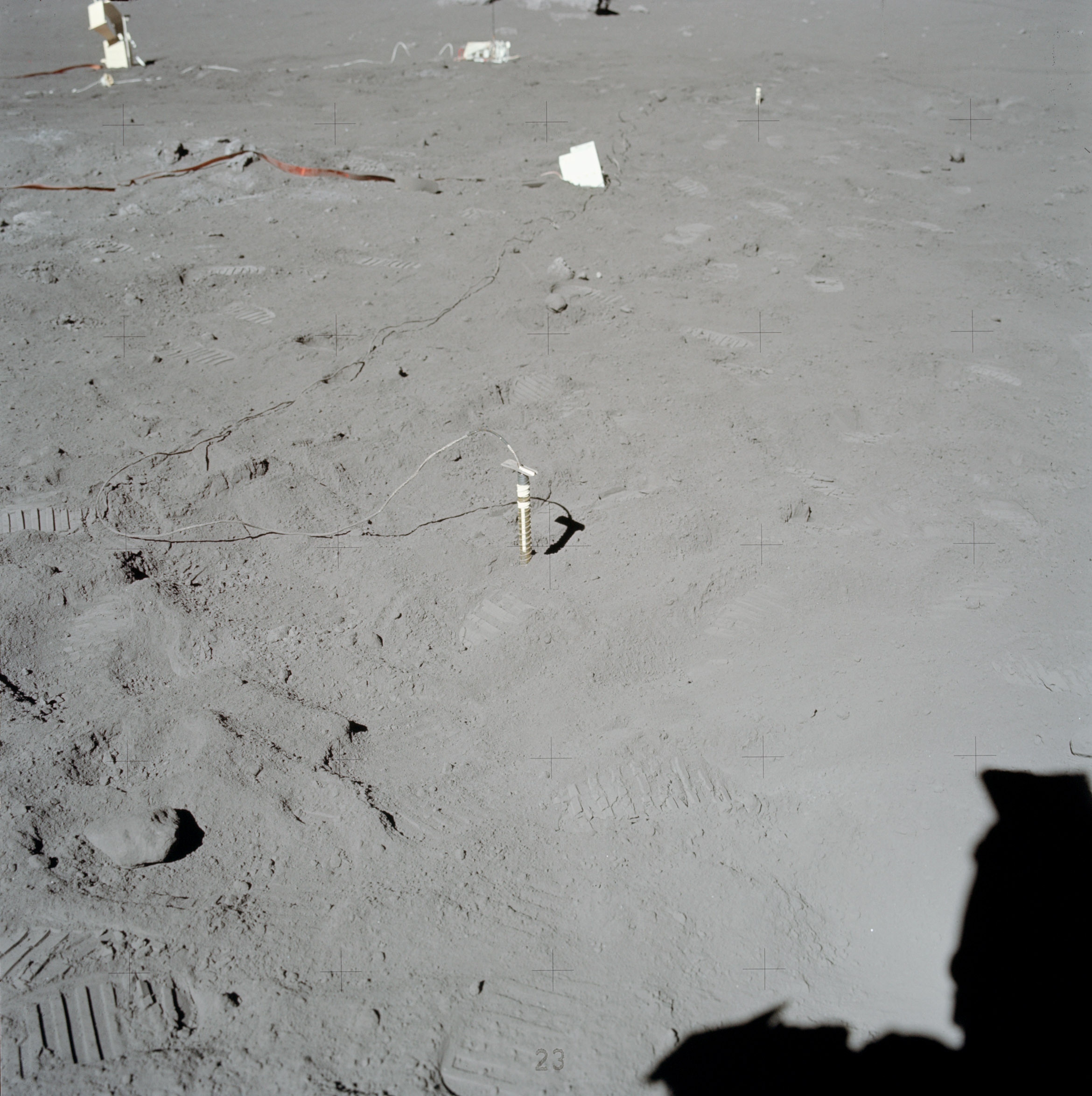
Один из зондов можно видеть на переднем плане, а блок электроники и другой зонд на заднем плане

Целью эксперимента по определению теплового потока, являвшегося частью ALSEP, было определение уровня потерь тепла лунной обстановки посредством измерения температуры и тепловых свойств на поверхности и на некоторой глубине. Эксперимент проводился во время миссий «Аполлонов» 15-го, 16-го и 17-го и все полученные результаты были в основном одинаковыми. Оборудование для проведения эксперимента состояло из двух датчиков, соединённых восьмиметровым кабелем с электронным блоком, который был, в свою очередь, подключён плоским ленточным кабелем к станции ALSEP. Астронавты пробурили две скважины с помощью аппарата лунного бурения (ALSD). ALSD был оснащён набором защитных колпачков и фиксаторов, различными бурами, насадками, педалью и обладал возможностью различных режимов работы бура (ударным, циклическим, и т. д.). Суставчатые насадки, использовавшиеся при бурении, состояли из полых стекловолоконных трубок, диаметром 25 мм каждая, которые могли быть соединены друг с другом в процессе бурения и оставались в скважинах, чтобы предотвратить осыпание грунта во время установки датчиков. Первоначально предполагалось, что скважины будут пробурены на глубину порядка 3 метров, но в действительности ни одна из них не достигла такого показателя. Датчики опускались в скважины до их соприкосновения со дном.
Датчики тепла
Каждый датчик был собран из двух жёстких цилиндров, скреплённых гибким соединителем. Каждый цилиндр был 500 мм в длину и содержал в себе 4 платиновых резистивных элемента, которые были электрически соединены в пары, образовывавшие прецизионные (с погрешностью в 0,001 К) разностные термометры. Первая пара элементов была размещена так, что один элемент находился вверху, а другой — внизу цилиндра, на удалении 470 мм от первого; элементы были объединены в мост. Эти датчики назывались градиентным мостом (DTG). Другая пара датчиков была размещена на 90 мм ниже верхнего резистивного элемента и на 90 мм выше нижнего, эти датчики были разнесены на 290 мм друг от друга и образовывали второй мост. Эта пара называлась кольцевым мостом (DTR).
Термопара была установлена около верхнего основания верхнего цилиндра, образовывая верхний датчик градиента температуры. Также к верхнему основанию верхнего цилиндра был прикреплён длинный кабель, который соединял датчик с электронным блоком. Кабель нёс в себе 3 термопары, установленные на удалении в 650, 1150 и 1650 мм от термопары датчика. Термопары были размещены так, чтобы хотя бы часть из них была снаружи скважины на лунной поверхности. Каждый из четырёх мостовых датчиков окружали платиновые однокилоомные резисторные нагреватели. Они использовались для экспериментов по теплопроводности и могли быть запитаны на 0,002 Вт (режим низкой теплопроводности) или 0,5 Вт (режим высокой теплопроводности). Нагреватели могли быть включены на время, приблизительно равное 36 часам для проведения экспериментов по низкой теплопроводности, и на 6 часов — для экспериментов по высокой. Датчики выдавали абсолютную температуру, разность температур (между мостами), данные по высокой и низкой теплопроводностям и температуру самих термопар.
В конкретном плане, в ходе эксперимента, измерялись следующие температуры (погрешности измерений даны в скобках):
- Разностные измерения температур по данным градиентных мостов (0,001 K);
- Низкочувствительные измерения разности температур (0,01 K), и измерения абсолютной температуры в диапазоне от 190 до 270 К;
- Разностные измерения температуры (0,002 K) и абсолютные температуры (0.05 K) выше 270 К;
- Температуры термопар (0,07 K) в диапазоне от 70 до 400 K;
- Относительные температуры мостов (0,01 K) в диапазоне от 23 до 363 К.

Электронный блок содержал мультиплексоры и усилители, преобразователь по постоянному току и теплоизолированный блок, состоящий из моста и термопар, относительно которых производились измерения. Температура электронного блока поддерживалась в диапазоне от 278 до 328 К при помощи нагревательных элементов, термостатов контроля мощности, майларового теплоизоляционного пакета, стекловолоконного корпуса, охлаждающей поверхности и защиты от нагрева солнечными лучами. Изделие питалось от 29 вольт постоянного тока, подаваемого с центральной станции.
Порядок поименования датчиков
Датчики первого зонда были поочерёдно названы следующим образом: в составе верхнего цилиндра с номером 1 верхний мостовой датчик был назван DTG11A, а нижний — DTG11B; верхний кольцевой датчик имел номер DTR11A, а нижний — DTR11B. В составе нижнего цилиндра с порядковым номером 2 верхний мостовой датчик был назван DTG12A, нижний — DTG12B, верхний кольцевой датчик — DTR12A, нижний — DTR12B. Пары мостовых датчиков были названы DTG11, DTR11, DTG12 и DTR12. Датчики второго зонда были пронумерованы по такой же схеме, за исключением того, что первая цифра, отражающая номер датчика, (первая единица) в каждом обозначении была заменена на двойку, так что верхний мостовой датчик имел номер DTG21A. Оба порядка поименования существуют в соответствующей литературе. Чаще всего используется схема, когда обозначение TC14 обозначает термопару верху первого зонда, TC13 — самая ближняя к первому датчику кабельная термопара, затем идут TC12 и TC11. Второй датчик второго зонда именовался TC24, и т. д. (Другой порядок, просматривающийся в предварительных отчётах экспедиции, предусматривал следующий порядок:
термопара датчика имела номер TC11, за ней следовали кабельные TC14, TC13 и TC12).
Работа изделия
Для сбора высоко- и низкотемпературных разностных данных от градиентных датчиков и термопар использовался 7,25-минутный режим измерений. Подобные последовательность измерений могла быть использована в том случае, когда нагреватели управлялись в малом режиме (0,002 Вт) в продолжении порядка 36 часов. Для измерений в режиме 0,5 Вт использовались показания датчиков кольцевых мостов, которые считывались каждые 54 секунды. Этот режим мог длиться до 8 часов. Этот режим мог использоваться и без включения нагревателей, используя простую схему измерений показателей кольцевых мостовых датчиков. Данный режим, известный также как измерение по кольцевому мосту, мог использоваться в ходе эксперимента сначала каждые 6 часов, а потом всё реже.
Ход работ в составе экспедиции
Электронный блок управления экспериментом был размещён в 12,3 метрах к северу от станции ALSEP, причём скважина для первого зонда была пробурена в 5,7 метрах восточнее от блока, а вторая — в 5,4 метрах западнее. Обе скважины были пробурены в лунном реголите на глубину приблизительно 250 см. Датчики первого зонда находились на следующих глубинах: DTG12B — 233 см; DTR12B — 224 см; DTR12A — 194 см; DTG12A — 185 см; DTG11B — 177 см; DTR11B — 168 см; DTR11A — 139 см; DTG11A — 130 см. Кабельная термопара TC13 была расположена в скважине на глубине 66 см, TC12 была точно наверху скважины, и TC11 лежала прямо на поверхности. Датчики второго зонда находились на следующих глубинах: DTG22B — 234 см; DTR22B — 225 см; DTR22A — 195 см; DTG22A — 186 см; DTG21B — 178 см; DTR21B — 169 см; DTR21A — 140 см; DTG21A — 131 см. Кабельная термопара TC23 была расположена в скважине на глубине 67 см, TC22 была точно наверху скважины, и TC11 лежала прямо на поверхности. Первый зонд был заложен в скважину 12 декабря 1972 г. приблизительно в 02:44 по Гринвичу. Прибор был включён 03:02:00 по Гринвичу и первое считывание показаний с первого зонда произошло 03:05:48. Второй зонд был заложен в 03:08, первое считывание его показаний произошло в 03:08:28. 18 февраля 1977 второй зонд выдал аномальные показания на уровне 230 см. Команда на выключение изделий вместе с прочим оборудованием ALSEP прошла 30 сентября 1977 г.
Работа нагревателей
Нагреватели включались и выключались в малом режиме (0,002 Вт) в январе 1973 г. в следующем порядке (за обозначением нагревателя в скобках следует глубина его размещения, дата и время включения, и дата и время выключения по Гринвичу):
Датчик № 1:
- H11 (130 см, 3 января 05:58 — 4 января 18:00);
- H12 (177 см, 14 января 00:03 — 15 января 11:48);
- H13 (185 см, 21 января 00:03 — 22 января 12:31);
- H14 (233 см, 8 января 06:21 — 8 января 16:02).

Датчик № 2:
- H21 (131 см, 5 января 05:18 — 7 января 06:07);
- H22 (178 см, 16 января 12:06 — 18 января 00:05);
- H23 (186 см, 23 января 00:31 — 24 января 12:30);
- H24 (234 см, 10 января 05:59 — 11 января 17:59).

25 января в 18:00 по Гринвичу датчик H14 был переведён в режим высокой мощности 0,5 Вт и выключен в 20:30.

#### Эксперимент по лунному геологическому исследованию
Эксперимент по лунному геологическому исследованию (S-059) имел целью получение наиболее полных сведений о возвышенностях в районе Таврских гор и процессах, изменивших их (возвышенностей) поверхность посредством изучения описанных особенностей лунной геологии и возвращения образцов пород. Оборудование для проведения эксперимента включало молоток, клещи, удлиняющую насадку для ручки молотка, ковш с длинной ручкой для забора образцов, грабли, указатель высоты солнца с фотометрической таблицей, весы (размещённые во взлётной ступени посадочного модуля), трубки-пробоотборники с герметичными крышками и укупоривающим устройством для них, переписанные пакеты для образцов, пробоотборник на ровере, спецконтейнеры для образцов, мешки для упаковки и контейнеры для мешков. Использование бура с мощным приводом, насадки пробоотборника, регулируемого привода, извлекателя керна, выталкивателя керна, 0,82-метровых буровых насадок, буровой установки с возможностью извлечения керна, установленной на задней части ровера, позволило получить образцы с глубины 3,3 метра. Для фотосъёмки в ходе эксперимента были использованы 70-миллиметровые камеры с электрическим приводом механизма и 60-миллиметровыми линзами. В ходе миссии на Землю было доставлено 110 кг вулканических камней, обломков осколочных пород и грунта, включая так называемую «оранжевую грязь» — грунт ярко-оранжевого цвета, наблюдавшийся только в этой экспедиции.

#### Эксперимент по исследованию гравитации
Целью эксперимента по исследованию гравитации (S-199) было создание высокоточной карты лунного гравитационного поля в районе посадки и создание привязки земной гравитации к лунной. Основными целями были измерение гравитации в районе лунной базы, в выбранных точках лунной поверхности и измерение гравитации в определённой базовой точке относительно точно таким же образом выбранных и размеченных точек на Земле. Гравитационные отклонения на Земле привели к таким фундаментальным открытиям, как теория изостазии, тектоника плит, горизонтальные изменения плотности в коре и мантии, состав мантии, форма и геосинклинали, границы, батолиты и форма Земли. Измерения гравитации на поверхности привели к изучению таких особенностей как горные хребты, обрамляющие моря, краевые эффекты масконов (местных гравитационных аномалий на Луне), кратеров, борозд и обломочных пород на поверхности Луны, разбросы по толщине слоя реголита и потоков лавы, разброс толщин подстилающих пород и внешний вид лунных морей. Оборудование для эксперимента состояло из портативного гравиметра, который доставлялся на Ровере до выбранных участков поверхности. Профильные измерения проводились без демонтажа гравиметра с Ровера. Экипаж задействовал соответствующие выключатели в определённой последовательности, считывал показания, отображавшиеся на цифровом дисплее и докладывал на Землю.

#### Эксперимент по выбросам частиц лунной поверхности и метеоритам

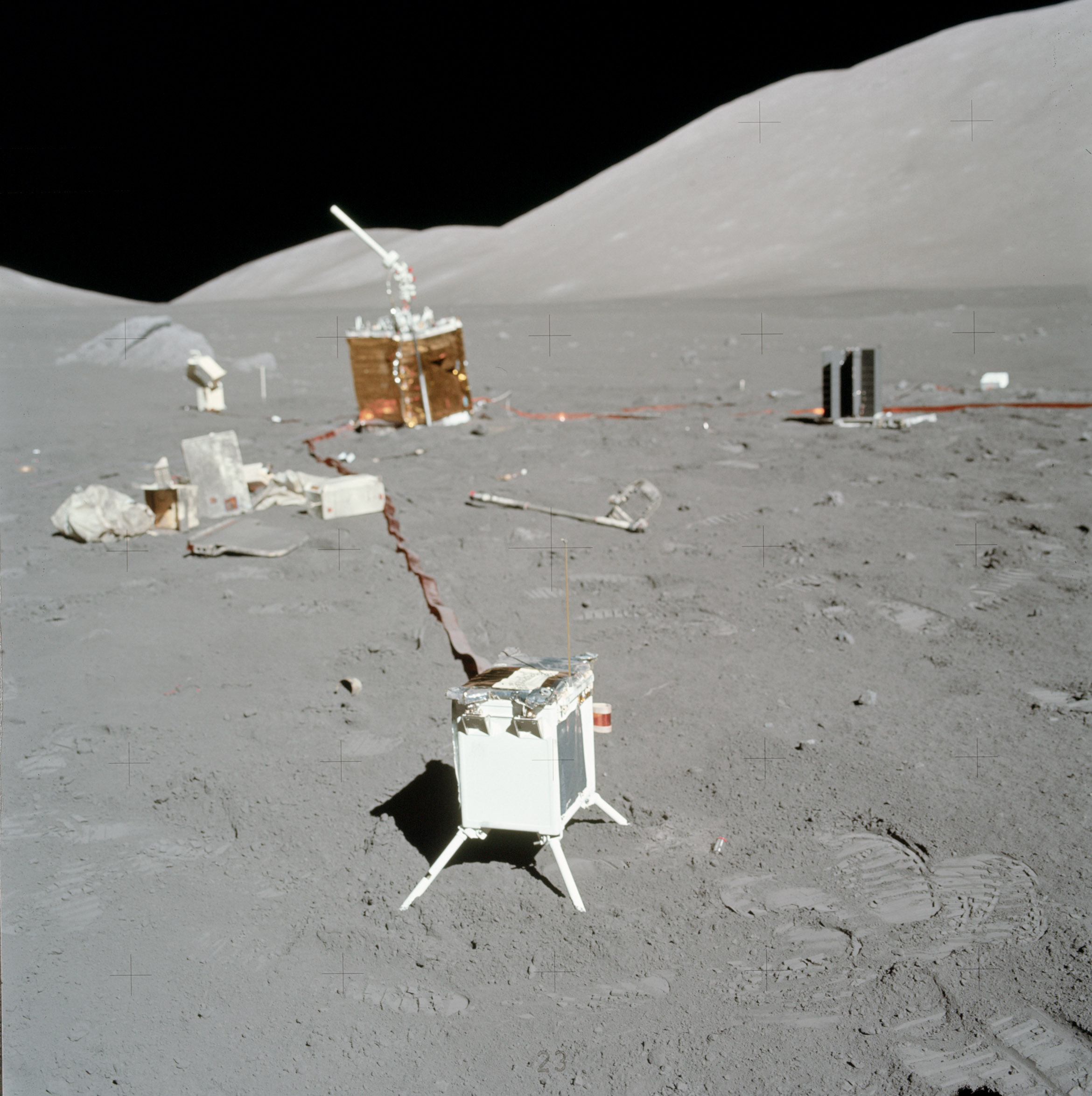
Прибор LEAM (Lunar Ejecta and Meteorites) на переднем плане

В ходе эксперимента по выбросам частиц лунной поверхности и метеоритам измерялась частота, с которой оказывается влияние на Луну частицами космической пыли и, как следствия этого, выбросов частиц лунной поверхности в местах падения на неё метеоритов.
Эксперимент имел следующие цели:
- Определение источников и долгосрочного разброса количества космической пыли, поступающей с лунной орбиты.
- Определение объёмов и происхождения выбросов частиц лунной поверхности вследствие падений метеоритов.
- Определение относительного распределения комет и астероидов в окружающем Землю скоплении метеоритов.
- Изучение возможных отклонений между соответствующими выбросами частиц лунной поверхности и прохождениями Землёй орбит комет и метеоритных потоков.
- Определение объёмов распределения межзвёздных частиц относительно поступлений из зодиакального облака, в то время как Солнечная система проносится через нашу галактику.
- Исследовать существование эффекта, названного «фокусированием частиц пыли Землёй».

Оборудование для этого эксперимента, который являлся частью ALSEP, включало в себя один развёртываемый блок с пластинами детекторов, электронику, размещённую на центральной станции, и кабель с разъёмом для подключения блока к центральной станции. Набор датчиков развёртываемого блока включал гасительные и сборочные пластины, ударные пластины, рамки с натянутой плёнкой и микрофоны. Датчики имели поле зрения ±60° и угловое разрешение ±26°. Производилась регистрация столкновений с частицами, обладающими энергией от 1 до 1000 эргов с основной частотой измерений 10−4 столкновений/(м²·с). Внешний блок был поднят и развёрнут на лунной поверхности около 8 метров южнее станции ALSEP. Блок был установлен горизонтально с точностью ±5° по отбрасываемой им тени. Кожух, защищающий пластины датчика от посторонних частиц, возникающих при отделении взлётной ступени лунного модуля, был сброшен по команде с Земли, которая прошла спустя определённое время после взлёта.

#### Эксперимент по определению электрических свойств грунта
Целью эксперимента по определению электрических свойств грунта (S-204) было получение данных о возможностях переноса, поглощения о отражения электромагнитной энергии лунной поверхностью и грунтом, залегающим на некоторой глубине для использования в разработке геологической модели верхних слоёв Луны. Этот эксперимент определял слоистость, вычисляя давление воды под поверхностью и измеряя электрические свойства по месту, определяя их как функцию от глубины. Выбранный частотный диапазон служил для измерения этих свойств на глубине от нескольких метров до нескольких километров. Передатчик выдавал длительные последовательные скважные импульсы на частотах 1, 2,4, 4, 8,1, 16 и 32,1 МГц. Эти импульсы позволяли измерять размер и количество рассеянных объектов под поверхностью. Любая присутствовавшая влага могла быть легко обнаружена, поскольку даже незначительные количества воды в камнях или грунте изменяли электропроводность на несколько порядков. Оборудование для этого эксперимента состояло из развёртываемого автономного передатчика, многодиапазонной передающей антенны, переносного записывающего приёмника на Ровере, всенаправленной широкодиапазонной приёмной антенны и съёмного записывающего устройства. Экипаж перевёз и установил передатчик на расстоянии около 100 м от лунного модуля, а затем развернул антенны. Записывающий приёмник был установлен на лунном модуле. Команда определяла положение Ровера относительно передатчика путём передачи данных во время каждой остановки во время маршрутной съёмки. Для определения расстояния учитывались обороты колёс, а азимут записывался исходя из показаний навигационной системы. Затем записывающее устройство было возвращено на Землю.

#### Атмосферный эксперимент

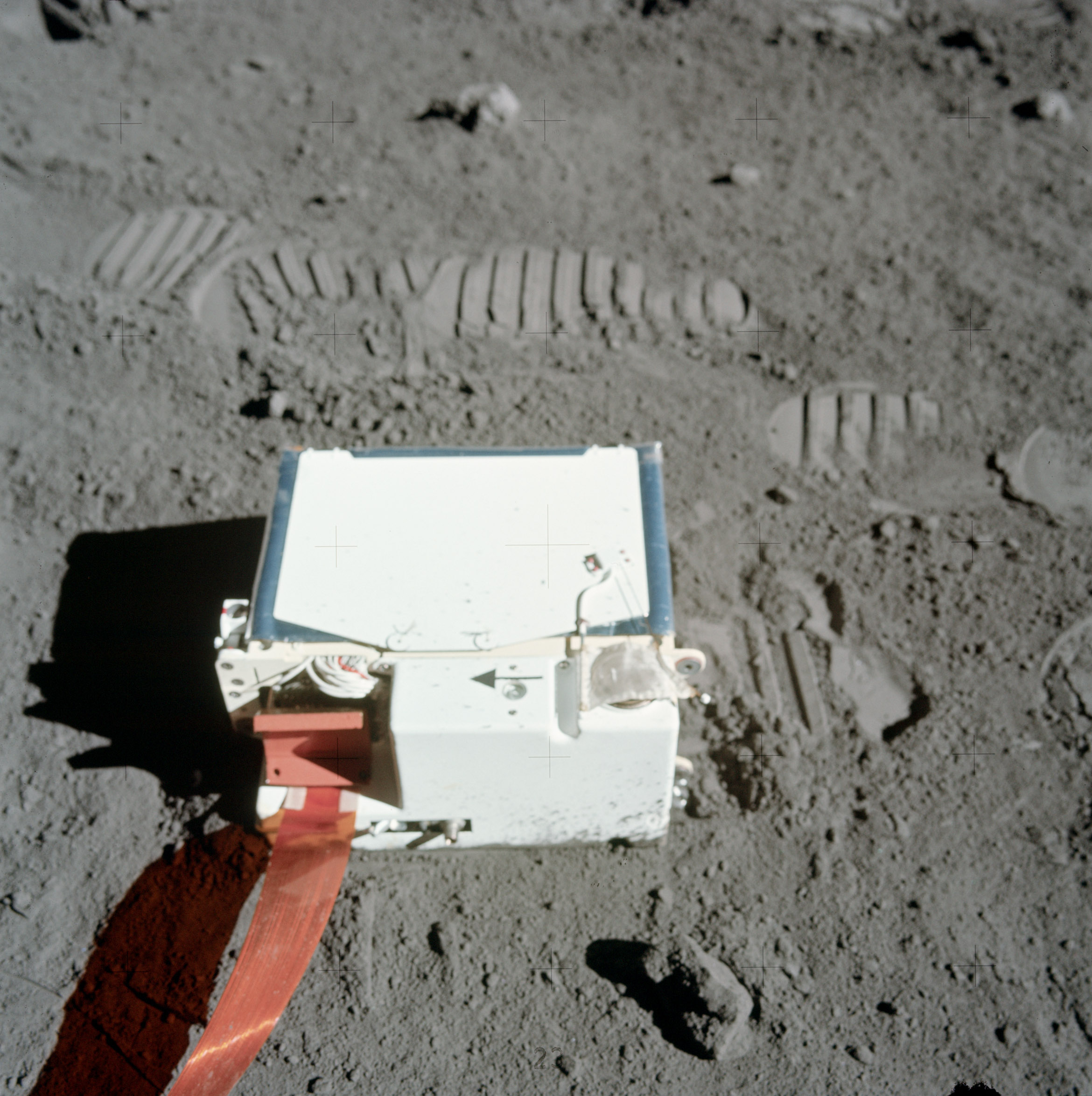
LACE

Для того, чтобы изучить состав и изменчивость лунной атмосферы, на поверхности Луны был развёрнут небольшой преломляющий магнитный масс-спектрометр, сориентированный на перехват и измерение нисходящего потока газов. Этот эксперимент являлся частью ALSEP. Прибор вместе с нейлоновым защитным кожухом был развёрнут космонавтами «Аполлона-17» 12 декабря приблизительно в 5 часов по Гринвичу. Пылезащитный кожух, предохранявший изделие от пыли во время работ на поверхности Луны, был сброшен по радиокоманде после того, как экипаж улетел с поверхности спутника и был произведён подрыв сейсмических зарядов. Прибор был включен по команде с Земли 27 декабря 1972 года в 18:07 по Гринвичу, приблизительно 50 часов спустя после первого заката Солнца с момента развёртывания. Отмечалась отличная работа изделия, которая продолжилась в течение всей лунной ночи. Когда Солнце взошло, нагрев прибора и местности привёл к высоким степеням выбросов газов, неизбежно повлекшим за собой перерыв в работе в течение всего лунного дня за исключением короткой проверки около полудня. Высокая степень газации в течение дня основательно сократила работу прибора в течение его срока службы из-за опасений, что высокие степени газации будут со временем ухудшать чувствительность изделия. Для того, чтобы отследить потоки аргона, с апреля по сентябрь 1973 г. работа прибора продолжалась от 4 до 5 часов после восхода Солнца. Все данные о работе изделия оставались в допустимых пределах. Было отмечено незапланированное испарение вольфрамового катода, спровоцировавшее всплески на показаниях прибора порядка 92-93 а. е. м, что потребовало проверки чувствительности изделия, которая осталась прежней. Источник ионов содержал два катода, использование которых определялось по команде с Земли. Для приёма ионных лучей в диапазоне от 1—12 до 27,4 а. е. м использовались три приёмника таким образом, что одновременно просматривались три диапазона массовых пробегов: от 1 до 4, от 12 до 48, и от 27,4 до 110 а. е. м. Разрешение анализатора было установлено на 100 при самой высокой массе в 82. Для каждого диапазона массового пробега использовалась своя система электронных умножителей, умножителей частоты, счётчиков и дешифраторов. В нормальном режиме мощность облучающих электронов фиксировалась на уровне в 70 эВ; чувствительность прибора позволяла измерять концентрации отдельных видов газов в диапазоне 1,0−5 Торр. Работа в альтернативном режиме велась с четырьмя величинами энергий: в 70, 27, 20, и 18 эВ, которые периодически повторялись во время просмотра всего спектра массовых пробегов. Сканер напряжений масс-спектрометра применялся вместе с высоковольтным шаговым источником питания, диапазон напряжений которого варьировался в 1330 шагов от 320 до 1420 В с задержкой в 0,6 с/шаг. Поскольку каждый шаг был синхронизирован с основным кадром телеметрии, местоположение слова в посылке служило обозначением массового числа. Полное время прохода всего диапазона составляло 13,5 мин. Прибор был откалиброван по испытываемым нагрузкам.

#### Эксперимент по измерению лунной гравитации

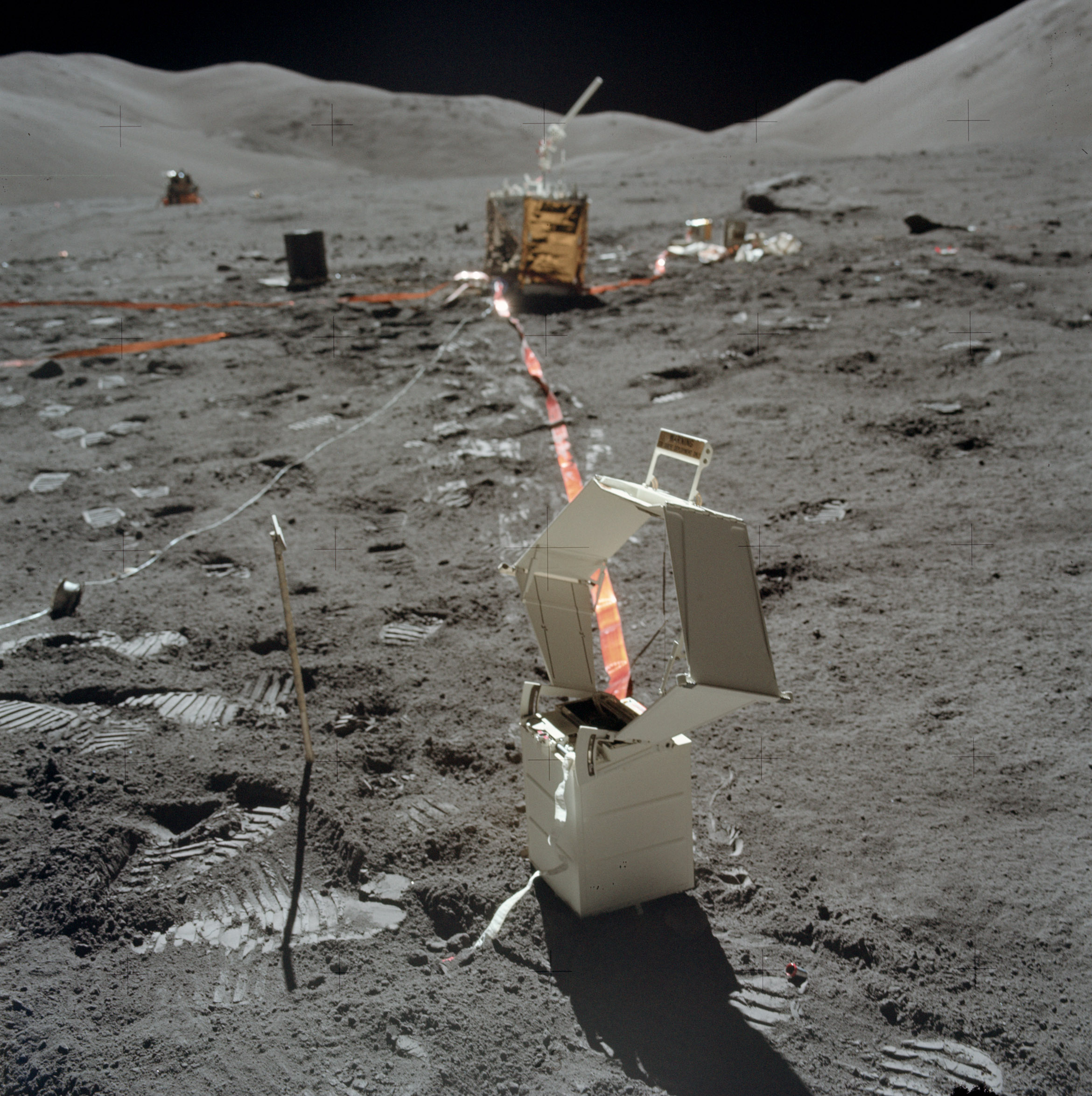
Лунный гравиметр поверхности (LSG)

Целью эксперимента по измерению лунной гравитации (S-207) было получение высокоточных измерений ускорения свободного падения на лунной поверхности и её изменений на выбранном участке. Особой целью было определение величины лунной гравитации относительно земной (с точностью до стотысячных долей), определение масштабов неровностей лунной поверхности с привязкой к приливным силам, измерение вертикальной составляющей лунной сейсмической активности и наблюдение либраций луны, вызываемых прочими космическими объектами. Оборудование состояло из электронных устройств, датчиков, экрана для защиты от солнца и ленточного кабеля, идущего к центральной станции. Оборудование было размещено силами экипажа на удалении 8 м от станции ALSEP. Сама установка включала в себя увязку и выравнивание в пределах погрешности ±3° с использованием в качестве ориентира тени от защитного экрана и подключение кабеля к центральной станции. Главной целью эксперимента был поиск гравитационных волн, предсказанных теорией относительности Эйнштейна. Также эти измерения могли внести вклад в изучение лунной сейсмологии и деформаций Луны. Эксперимент был провален из-за производственного брака.

#### Эксперимент по исследованию космического излучения
Эксперимент по исследованию космического излучения преследовал следующие цели:
- С помощью слюдяных детекторов измерить поток частиц, входящих в состав солнечного ветра и имеющих атомное число Z > 26;
- Определить поток ионов, входящих в состав разреженного газа солнечного ветра с использованием металлической фольги;
- Во время периодов низкой солнечной активности, используя пластмассовые, стеклянные и слюдяные детекторы, измерить поток космических частиц с низкой энергией, имеющих как солнечное, так и галактическое происхождение;
- Используя слюдяные детекторы, определить концентрацию радона в лунной атмосфере.

Эти детекторы были закреплены на лунном модуле, часть из них находилась в его тени и была сориентирована прямо в космос, а оставшиеся находились под воздействием солнечного излучения. Все детекторы были возвращены на Землю для анализа треков, оставленных частицами. Суммарное время выдержки составило 45,5 часов; детекторы были чувствительны к энергиям частиц в диапазоне от 1 кэВ до нескольких МэВ на ядро.

#### Эксперимент по измерению уровней энергий нейтронов
Лунный зонд для обнаружения нейтронов был разработан для измерения доли захваченных нейтронов с низкой энергией как функции от глубины лунного реголита. Эксперимент проводился с использованием двух систем обнаружения частиц. Первая система для фиксации альфа-частиц, излучаемых нейтронной ловушкой, использовала пластмассовый детектор из триацетата целлюлозы вместе с мишенями из бора-10. Вторая система использовала слюдяные детекторы для обнаружения осколков при делении мишеней из урана-235, которое было вызвано нейтронной бомбардировкой. Зонд представлял собой кольцо, которое вело непрерывную регистрацию основных уровней энергий нейтронов лунной поверхности на глубинах до 2-х метров. Зонд включался и выключался вращательным движением, которое либо наводило мишени и детекторы друг на друга, либо рассогласовывало настройку. Механизм включения-выключения был необходим для предотвращения накопления сторонних частиц (поток нейтронов шёл с генератора питания ALSEP и с поверхности космического корабля). На всех переключаемых положениях были установлены точечные источники урана-238, которые служили достоверными индикаторами для уверенности в том, что прибор правильно включён. Дополнительно для получения спектра низких энергий нейтронов в диапазоне до 0,35 эВ в центре и внизу зонда были установлены кадмиевые поглотители. Дальнейшая информация и спектре энергий была получена из проб криптона-80 и криптона-82, произведённых бромовыми нейтронными ловушками, изготовленными из бромида калия, находящегося в извлекаемых капсулах, вставленных в верхнюю, нижнюю и среднюю части зонда. Эксперимент прошёл в штатном порядке с самого его начала 12 декабря 1972 года вплоть до его прекращения во время третьего выхода на поверхность Луны 13 декабря 1972 года. Результаты эксперимента опубликованы в 'The moon', т. 12, с. 231—250, 1975 год. По заверениям авторов, неопубликованные экспериментальные данные отсутствуют.

#### Эксперимент по исследованию гравитационного поля
Целью эксперимента по исследованию гравитационного поля было измерение лунного гравитационного поля, которое в свою очередь давало информацию о распределении лунной массы и её вариациях в зависимости от формы поверхности. Измерение гравитационного поля проводилось путём наблюдения движения космического корабля на орбите. В качестве наблюдаемых данных использовались высокоточные измерения радиосигнала, использовавшегося для навигации в режиме реального времени. Однако, эти измерения скорости, проводившиеся в режиме прямой видимости, могли быть получены только тогда, когда космический аппарат находился в зоне радиозахвата Земли (так, данные, полученные с обратной стороны Луны, переданы не были). Данные снимались следующим образом: радиосигнал с частотой 2101,8 МГц передавался с Земли космическому кораблю, где происходило его умножение на 240/221, после чего сигнал изменённой частоты транслировался на Землю; на Земле сигнал с изначальной частотой, умноженный на 240/221, вычитался из полученного сигнала. Удаление или приближение космического аппарата вызывало доплеровское смещение (смещалась частота), что могло быть использовано для оценки скорости между космическим кораблём и Землёй. Разницы в результатах непрерывно подсчитывались, и, в течение всего процесса измерений, записывались. Из-за неточностей, вызванных использованием дроби 240/221, разрешение было порядка 0,01 Гц, или 0,6 мм/с.

### Эксперименты на орбите

#### Спектрометр дальней ультрафиолетовой области спектра
Спектрометр дальней ультрафиолетовой области спектра хорошо работал на протяжении всего полёта и получал снимки лунной поверхности, лунной атмосферы, зодиакального света, солнечных излучений, излучений Земли, а также излучений галактик и звёзд. Изделие представляло собой спектрометр Эберта с фокусным расстоянием в 500 мм, который измерял интенсивность излучения как функцию от длины волны в диапазоне от 1180 до 1680 Å. Оптическая схема прибора включала в себя внешнюю отражательную перегородку, входную щель, зеркало Эберта, сканирующую дифракционную решётку, выходную щель, выходные щелевые зеркала и ФЭУ. Дифракционная решётка имела площадь около 100 см². и 3600 штрихов на 1 мм. Механизм, кинематически связанный с решёткой, включал в себя вращающийся эксцентрик с толкателем, который качал решётку вперёд-назад в заданном диапазоне. Полный спектр, начиная со 1180 Å, снимался каждые 12 сек. Формат слова данных синхронизировался по проходу реперного знака, означающего конец цикла сканирования. Трубка ФЭУ выдавала электрический сигнал, который зависел от интенсивности проходящего света. Также в составе модуля находилась аппаратура телеметрической обработки сигналов.

#### Сканирующий инфракрасный радиометр
Сканирующий ИК-радиометр, размещённый на борту командного модуля, был предназначен для измерения теплового излучения лунной поверхности с целью получения температурной карты лунной поверхности с высоким разрешением. Эта карта могла помочь рассчитать кривые охлаждения для различных областей Луны, и, таким образом, описать такие физические параметры лунной поверхности как теплопроводность, расчётную плотность и удельную теплоёмкость. Вдобавок полученные данные могли быть использованы для обнаружения, опознавания и изучения аномально горячих или холодных областей с высоким пространственным разрешением при относительно длительных периодах охлаждения поверхности. В ходе эксперимента впервые были получены данные ИК-съёмки обратной стороны Луны. Радиометр был установлен на нижнем кронштейне отсека научного оборудования и состоял из блока оптического сканирования и теплового приёмника инфракрасного излучения с соответствующей электроникой. Блок оптического сканирования включал в себя свёрнутый кассегреновский телескоп, светопоглощающие экраны и вращающееся зеркало, привод которого осуществлялся от двигателя с редуктором. Вращающееся зеркало обеспечивало возможность сканирования перпендикулярно к сейсмическому профилю с разворотом до 162°. Терморезистивный тепловой приёмник инфракрасного излучения принимал данные через линзу, покрытую кремнием. Электронный блок делил три телеметрических канала температуры на три диапазона — от нуля до 160 К, от нуля до 250 К и от нуля до 400 К. В начале каждого цикла измерений электронный блок калибровался по ориентации радиометра в дальний космос. Каждый цикл съёмки поверхности начинался на высоте 60 морских миль, а затем высота орбиты снижалась до 14 миль. Это было вызвано тем, что на высотах ниже 40 морских миль радиометр было невозможно сориентировать в дальний космос. Для датчика был предусмотрен защитный кожух, управляющийся из командного модуля и закрывавший датчик в те моменты, когда это было необходимо. Кожух обеспечивал защиту сканирующего модуля от прямого солнечного излучения и загрязнения отходами, сбрасываемыми из космического корабля.

#### Профилирование лунной поверхности
Профилирование лунной поверхности имело целью:
- измерить электромагнитное излучение галактики на поверхности Луны;
- произвести съёмку электропроводности нижнего горизонта для того, чтобы сделать выводы о геологической структуре;
- получить изображения поверхности;
- снять профили поверхности для определения лунных топографических изменений.

Прибор, обеспечивающий решение поставленных задач, представлял собой трёхдиапазонную РЛС с синтезированным раскрывом, работающей на длинах волн 60 м, 20 м и 2 м (5, 15 и 150 МГц соответственно). данные с радара записывались на 70-миллиметровую фотоплёнку в формате с синхронизацией записи по частоте и были возвращены на Землю для дальнейшей обработки. Подсистема HF-1 (5 МГц) обеспечивала наибольшую проникающую способность для исследований. Подсистема HF-2 (15 МГц) включалась периодически, действуя совместно с системой HF-1, она давала частичное перекрытие системы HF-1: подобная жертва обеспечивала более высокое разрешение. Система VHF (150 МГц) была разработана для малоглубинного зондирования и съёмок поверхности. Профиль поверхности снимался на всех трёх частотах. Для каждого из диапазонов частот были предусмотрены раздельные системы приёма/передачи сигнала. Полученные данные были обработаны на Земле и явили собой качественные профили лунной поверхности и нижнего горизонта.

#### Фотографирование с рук
Целями фотографирования с рук было:
- получение фотографий особенностей лунной поверхности, представлявших научный интерес, с окололунной орбиты и в течение перелёта Луна-Земля с выключенным двигателем;
- получение неярких фотографий астрономических и земных объектов.

Объекты для фотографий лунной поверхности включали в себя особые участки, снятые в свете, отражённом от Земли и при низких уровнях освещённости (возле границы света и тени на лунной поверхности) с целью дополнения фотографий, полученных панорамными камерами и аппаратами для картографической съёмки. С орбиты был сфотографирован эффект слабой освещённости, вызванный рассеянным светом, исходящим от ряда небесных тел, солнечной короны, и зодиакального света. Также предполагалось фотографировать кометы при соответствующем освещении и условиях наблюдения. Использовавшееся оборудование включало в себя 16-миллиметровую камеру с фокусным расстоянием в 18 мм (для фотографирования комет к камере прилагался секстант), 70-миллиметровую электрическую камеру «Хассельблад» со съёмными объективами с фокусными расстояниями 80 и 25 мм, и камеру «Nikon F NASA», оснащённую объективом с фокусным расстоянием 55 мм. В ходе проведения съёмок кометы не наблюдались.

#### Лазерный альтиметр
Лазерный альтиметр, установленный на борту Аполлона-17 выдавал данные системы определения дальности для вычисления высоты командного модуля над лунной поверхностью. Данные системы определения дальности со временной корреляцией запрашивались с разрешением в 1 м и использовались для помощи при картографической и панорамной съёмках, как точная высота. Также они помогли определить и взаимоувязать особенности лунной топографии с разрешением до 15 м, что помогло лучше определить форму Луны. Также эти данные совместно с данными РЛС использовались для более точного вычисления лунной орбиты. Лазерный альтиметр был откалиброван в паре с подсистемой топографической камеры и делил вместе с ней место на верхнем уровне приборного отсека; камера и альтиметр были закрыты кожухом для защиты оптики. Для работы на орбите альтиметр был развёрнут на выдвижном рельсовом кронштейне. Работа осуществлялась в двух режимах:
- совместно с работающей фотограмметрической камерой, когда альтиметр излучал одиночный импульс для согласования по прохождению середины кадра (приблизительно 1 импульс за 24 секунды);
- при отключенной фотограмметрической камере — в режиме самостоятельной работы, что позволяло проводить измерения поверхности каждые 20 с. При отключённой фотограмметрической камере звёздное небо не фотографировалось.

#### Биосборка
Целью эксперимента было изучение влияния космических лучей (потоков групп тяжёлых ядер), излучаемых галактикой, на биологические организмы в течение полёта за пределами магнитосферы Земли. В частности, эксперимент был разработан для изучения влияния Z-частиц на биосистемы различного уровня: от молекулярного до высокоорганизованного, а также на развитые формы жизни. Герметично закрытый алюминиевый контейнер содержал ряды слоёв с
определённым биоматериалом, причём каждый из слоёв был помещён посередине между различными типами датчиков излучения космических лучей. Исследовавшиеся формы жизни представляли собой неактивные споры сенной палочки, сухие семена жерухи, корешки зародышей бобов и заключённые в оболочку яйца артемии.
Исследуемыми биологическими явлениями были:
- физико-химическая инактивация молекулярных и клеточных функций;
- вред, причинённый радиацией клеткам и клеточным системам;
- спровоцированные радиацией мутации, приводящие к генетическим изменениям биологического вида;
- изменения роста и развития тканей.

Слои представляли собой эмульсии, помещённые в упаковку из целлулоида и поликарбоната, к которой были прикреплены термолюминесцентные дозиметры из фторида лития.

#### Биологический эксперимент с космическими лучами
Эксперимент BIOCORE (Biological Cosmic Ray Experiment в переводе с англ. — «Биологический эксперимент с космическими лучами») имел основной целью определить, поражают ли ядра тяжёлых элементов мозг, глаза, кожу и иные ткани. Материально-техническая база эксперимента включала в себя группу сумчатых мышей (англ. Сумчатая мышь) со вживлёнными им под кожу головы датчиками космических лучей, которые летели на борту командного модуля Аполлона-17 в специальном контейнере.
Контейнер
Мыши совершили полёт в закрытом контейнере с собственной системой жизнеобеспечения, который в ходе полёта не требовал обслуживания, записи данных или снабжения электроэнергией. Контейнер хранился в командном модуле, в шкафчике А-6. Собранный контейнер был 350 мм длиной. Герметично закрытая алюминиевая колба диаметром 177,8 мм и длиной 290 мм содержала шесть перфорированных алюминиевых трубок диаметром 28,6 мм и одну перфорированную трубку из нержавеющей стали диаметром 62,5 мм. Шесть алюминиевых трубок размещались вокруг нержавеющей. Для поглощения углекислого газа и подачи кислорода центральная трубка содержала 350 г надпероксида калия КO2. Каждая из пяти алюминиевых трубок содержала мышь и 30 г еды (семян), шестая трубка была пустой. Контейнер был снабжён клапанами сброса давления и двумя устройствами, записывавшими максимальную и минимальную температуру. Контейнер удерживался в шкафчике с помощью растяжек, а чтобы предотвратить его перегрев, точки контакта с поверхностью контейнера смазали теплопроводящей пастой. С целью контроля общей радиационной обстановки, внутри шкафчика, с нижней стороны, был установлен датчик радиации.
В качестве контрольного на Земле остался точно такой же контейнер с пятью мышами, причём мыши, оставшиеся на Земле, подвергались тем же нагрузкам, что и летевшие в космос.
Датчики радиации
Датчики радиации, вживлённые мышам под кожу черепа, были выполнены из пластмассовых детекторов частиц, состоявших из двух слоёв нитрата целлюлозы, помещённых между двумя слоями лексана; площадь поверхности датчика была приблизительно 0,55 см2. Края датчика были теплоизолированы и имели толщину около 0,58 мм. Датчики были покрыты параленом и прикреплены к гибкой силиконовой подложке, которая повторяла контур черепа мыши. Датчики были имплантированы под кожу черепа мышей за 35—38 дней до запуска и покрывали область мозга целиком.
Сумчатая мышь
Сумчатая мышь (лат. Perognathus longimembris) — это мешотчатый грызун, эндемичный для сухих регионов юго-восточной части США и северной Мексики. Мыши весили приблизительно от 7 до 12 граммов и были выбраны из-за своего небольшого размера и умения резко снижать уровень обмена веществ во время спячки или в изоляции. Вдобавок, они не нуждаются в питьевой воде, экономны, так что запас еды может быть выдан им весь сразу, выделяют мало отходов и способны противостоять серьёзной смене обстановки.
Ход эксперимента
Мыши и еда были помещены в трубки 2 декабря 1972 года в 20:50, затем сборка была наполнена газообразным кислородом и проверена на предмет утечек. Контейнер был подготовлен к установке 5 декабря в 19:00. Давление внутри контейнера менялось от 22 до 34 кПа. Контейнер был установлен в шкафчик A-6, а затем перенесён вместе со шкафчиком в командный модуль. Мыши пробыли в космосе в общей сложности 12 дней и 13 часов. Контейнер был извлечён из командного модуля 19 декабря в 23:30, а затем наполнен смесью кислорода и гелия в пропорции 1:1. 20 декабря в 02:40 контейнер был доставлен в Паго-Паго (Американское Самоа), в медицинский центр Линдона Джонсона. Контейнер был разобран, мыши извлечены и взвешены. Две из них были в бодром состоянии, две свернулись калачиком и лежали спокойно, а пятая сдохла, предположительно, в самом начале полёта. Четырём живым мышам был введён наркоз, затем им в сердце и внутричерепную полость впрыснули смесь формальдегида, уксусной кислоты и метилового спирта, которая сохранила мозг и прочие ткани в их естественном состоянии. Мыши были вскрыты, а их головы законсервированы. Затем биологический материал был возвращён в Научно-исследовательский центр им. Эймса, где были сфотографированы датчики радиации и определены их точные положения. С целью определить траектории частиц космических лучей, датчики радиации были обработаны и проявлены. Исходя из полученных данных, мозги мышей были расчленены и изучены на предмет повреждений, ожидаемых в участках, определённых из анализа следов, оставленных частицами на датчиках. Также были изучены кожа, глаза, лёгкие, и внутренности. Аналогичные действия были проведены над контрольной группой мышей. Исследования показали, что ткани тел живых мышей под действием космических лучей не изменились. Покровная ткань органов обоняния живых мышей, в отличие от дохлой, была серьёзно повреждена. И у мышей побывавших в космосе, и у оставшихся на Земле, было кровотечение в полости среднего уха с обеих сторон. Несмотря на то, что у трёх живых мышей было 13 небольших повреждений кожи головы, патологических изменений в оболочках мозга или на своде черепа обнаружено не было. Пять частиц прошли через глаза, но повреждений сетчатки замечено не было. Несмотря на то, что были проведены тщательные исследования в попытках обнаружить, наносят ли Z-частицы вред мозгу и другим тканям, отсутствие повреждений не должно приниматься как отрицание такой возможности.

#### Обнаружение метеоров
Целью этого эксперимента было использование теплозащитных поверхностей иллюминаторов командного модуля (аморфный кварц), чтобы получить данные о потоке метеоров с массой не более нанограмма. В качестве детекторов метеоров использовалось около 0,4 м² поверхностей иллюминаторов. Для получения данных о динамических и физических свойствах метеоров остатки и структура кратеров, произведённых этими метеорами, были изучены дополнительно. Допуская, что разброс скоростей мелких метеоров подобен разбросу скоростей больших метеоров, в ходе эксперимента могли быть получены данные о плотности изучаемых объектов. Состав остатков метеоров в кратерах или в спечённом стекле был определён с использованием сканирующего электронного микроскопа и недиспергирующего датчика рентгеновских лучей. Площадь, подвергавшаяся бомбардировке, была от 25 до 100 больше в размере, чем диаметр сталкивавшихся с ней метеоров, вследствие чего поверхность окон была идеальным детектором. Таким образом, метеор, насчитывавший 0,5—2 микрометра в диаметре, мог создать 50-микрометровый кратер, что могло быть установлено с использованием оптического сканирования с помощью стереомикроскопа с телевизионной приставкой. Подобные эксперименты проводились и в ходе предыдущих полётов КК Аполлон.

#### Панорамная съёмка
Целью панорамной съёмки было получение обычных и стереоскопических панорамных фотографий лунной поверхности с высоким разрешением. Эти фотографии должны были помочь постановщикам экспериментов, выполняемых с помощью приборов, расположенных в приборном отсеке, привязать данные датчиков к данным лунной поверхности. Камера с фокусным расстоянием 610 мм позволяла получить с высоты 110 км снимки с разрешением от одного до двух метров на пиксель.
Механизм камеры состоял из 4 основных узлов:
- Поворотной рамы, которая непрерывно перемещалась вправо-влево, сканируя поверхность;
- Карданного узла, который смещал камеру вперёд и назад, чтобы получить стереоизображение и (или) скомпенсировать движение изображения;
- Основной рамы;
- Пневмогидравлической сборки, обеспечивавшей снабжение газообразным азотом.

Конструкцию завершала оптическая система, механизм перемещения плёнки и кассета с плёнкой. Камера была смонтирована в приборном отсеке командного модуля между двумя полками. Объектив камеры при хранении был обращён внутрь, чтобы предохранить его от источников загрязнения. Съёмка велась в автоматическом режиме, но кто-то из экипажа должен был включать и выключать камеру, следить за питающим напряжением и режимами работы. При полёте к Земле плёнка была извлечена. В ходе съёмок было получено около 1500 фотографий хорошего качества.

#### Измерительная съёмка
Целью измерительной съёмки было получение высококачественных фотографий с привязкой к координатам лунной поверхности и с одновременным фотографированием звёздного неба для селенодезического и картографического контроля. Оборудование работало совместно с лазерным альтиметром и представляло собой камеру с углом обзора в 74 секунды, снабжённую объективом Fairchild с фокусным расстоянием 76 мм. Камера была направлена таким образом, что объектив, направленный на Луну, указывал точно на надир, в то время как объектив 35-миллиметровой камеры указывал на звёздное небо под углом 96° к вертикали и под прямым углом к направлению полёта. Для получения стереоскопического изображения фотографирование происходило с 78-процентным перекрытием. В ходе эксперимента использовалась пятидюймовая (127 мм) чёрно-белая плёнка № 3400, которая затем была доставлена на Землю. Камера размещалась в приборном отсеке командного модуля и работала в автоматическом режиме. Фотографии звёздного неба, для которых использовалась чёрно-белая плёнка № 3401, дали точные показания относительно высоты космического корабля. С высоты полёта измерительная камера обеспечивала разрешение 20 м на пиксель.